# Might and Magic Mobile
Might and Magic Mobile is een rollenspel (RPG) ontwikkeld en uitgebracht door Gameloft, speciaal voor mobiele telefoons (Java 2 Micro Edition platform). Het spel is een spin-off van de Might and Magic computerspelserie.

## Verhaal
Al eeuwenlang wordt de wereld van Erathia verscheurd door een oorlog tussen mensen en demonen. De situatie verslechtert nog meer wanneer de koning gevangen wordt door de demonenlegers. De held Ewan wordt er door een mysterieuze edelman op uitgestuurd om de koning te redden.
Op zijn zoektocht ontmoet hij een elf boogschutter, een kapitein van een groep huursoldaten en ontelbare andere bondgenoten en vijanden. De demonen zetten overal vallen uit, maar elke held weet dat je voorzichtig moet zijn als je tegen demonen vecht.

## Speelwijze
Als speler neem je de rol aan van Ewan op zijn zoektocht in de wereld van Erathia. Veel van de karakters die je onderweg tegenkomt sluiten zich niet alleen aan bij je groep, maar helpen je ook de moeilijkste obstakels te overwinnen.
Het spel bestaat uit 15 levels waarin de speler op verschillende vaardigheden wordt getest. Zo moeten er onder andere sleutels worden gevonden en raadsels opgelost om deuren naar volgende levels te openen. De speler leert tevens sterke spreuken te gebruiken die samen met Ewans zwaard elke demon kunnen verslaan.

## Beschikbaarheid
- Alcatel: ELLE / OT 556 / OT 556T / OT 565 / OT 756 / OT C552 / OT C750
- BenQ: S660C / S700
- BlackBerry: BlackBerry 7100g
- Exclusive O2: X2
- LG: CE-500 / A7150 / C1100 / C1200 / C1300 / C1300i / C2000 / C2200 / C3300 / C3310 / C3320 / C3380 / C3400 / CU320 / F2100 / F2300 / F2400 / F7200 / F7250T / F9100 / F9200 / KG220 / KG225 / L1400 / L1400i / L3100 / M6100 / MG200 / S5100 / S5200 / U8110 / U8120 / U8130 / U8330 / U8360 / U8500
- Motorola: A630 / C380 / C381 / C385 / C390 / C650 / C651 / C975 / E1000 / E1050 / E1070 / E365 / E398 / E550 / E770 / E790 / L6 / ROKR E1 / SLVR L7 / V1050 / V180 / V186 / V188 / V191 / V200 / V220 / V3 / V3.5 / V300 / V330 / V360 / V3i / V3x / V500 / V505 / V525 / V535 / V545 / V547 / V550 / V551 / V555 / V557 / V600 / V620 / V635 / V8 / V80 / V872 / V975 / V980
- Nokia: 2650 / 2652 / 3100 / 3120 / 3200 / 3205 / 3220 / 3230 / 3250 / 3300 / 3510i / 3560 / 3595 / 3600 / 3620 / 3650 / 3660 / 5100 / 5140 / 5140i / 6010 / 6020 / 6021 / 6030 / 6060 / 6061 / 6070 / 6100 / 6101 / 6102 / 6103 / 6111 / 6125 / 6126 / 6131 / 6136 / 6170 / 6200 / 6220 / 6230 / 6230i / 6233 / 6234 / 6260 / 6270 / 6280 / 6560 / 6600 / 6610 / 6610i / 6620 / 6630 / 6670 / 6680 / 6681 / 6682 / 6800 / 6820 / 7200 / 7210 / 7250 / 7260 / 7370 / 7610 / 7650 / 8801 / E50 / N-Gage / N-Gage QD / N70 / N91
- Panasonic: X200 / X700
- Qtek: 8020 / 8500
- SPV: C500 / C600
- Sagem: my301X / my400V / my405X / my700X / my800V / myC-4 / myC4-2 / myC5-2 / myPhone / myV-55 / myV-56 / myV-65 / myV-75 / myV-76 / myV-85 / myX-4 / myX-4T / myX-7 / myX5-2 / myX5-2T
- Samsung: SGH-D307 / SGH-D347 / SGH-D357 / SGH-D500 / SGH-D520 / SGH-D600 / SGH-D730 / SGH-D800 / SGH-D820 / SGH-D900 / SGH-E310 / SGH-E320 / SGH-E330 / SGH-E330N / SGH-E335 / SGH-E350 / E350E / SGH-E360 / E360E / SGH-E370 / SGH-E700 / SGH-E720 / SGH-E736 / SGH-E760 / SGH-E810 / SGH-E820 / SGH-E850 / SGH-E860V / SGH-E900 / SGH-P207 / SGH-P777 / SGH-X475 / SGH-X480 / SGH-X486 / SGH-X497 / SGH-X500 / SGH-X636 / SGH-X640 / SGH-X650 / SGH-X660 / SGH-X660V / SGH-X680 / SGH-Z130 / SGH-Z140 / SGH-Z140V / SGH-Z150 / SGH-Z300 / SGH-Z400 / SGH-Z400V / SGH-Z500 / SGH-Z510 / SGH-Z540 / SGH-Z710 / SGH-ZV10 / SGH-ZV30 / SGH-ZV40 / SGH-ZV50 / SGH-ZX10
- Sharp: GX10 / GX15 / GX20 / GX23 / GX25 / GX29 / GX30 / GX40 / V550SH
- Siemens: A65 / C60 / C65 / C65V / CF76 / CL75 / CT65 / CT66 / CV65 / CX65 / CX70 / CX75 / CXT65 / CXT70 / CXV65 / M55 / M65 / M65V / MC60 / ME75 / MT65 / S55 / S65 / S65V / S66 / S68 / S75 / SK65 / SL65 / SL75
- Sony Ericsson: D750i / F500i / J300i / K300i / K310i / K500i / K508I / K510i / K608i / K610i / K700/K700i / K750i / K790i / K800i / S700i / S710a / T610 / T630 / V630i / V800 / W300i / W550i / W600/W600i / W710i / W800i / W810i / W900i / Z1010 / Z500a / Z520i / Z530i / Z550i / Z600 / Z610i / Z800i
- T-Mobile: SDA II
- Toshiba: TS803 / TS921

## Besturing
- Ewan
  - 2, 4, 6, 8 : bewegen
  - 5 : Aanvallen, voorwerpen optillen, deuren openen
  - 1 : Springen, werphaak gebruiken
  - 7, 9 : Items bekijken
  - 3 : Item gebruiken

- Lorean
  - 2, 4, 6, 8 : Bewegen
  - 5 : Aanvallen
  - 1 : Springen

- Kayn
  - 2, 4, 6, 8 : Bewegen
  - 5 : Aanvallen
  - 7 : Veranderen in mist
  - 3 : Veranderen in een vleermuis
  - 9 : Veranderen in een wolf
  - 1 : Terug veranderen in Kayn